# Yūsuke Igawa
Yūsuke Igawa (jap. 井川 祐輔 Igawa Yūsuke; ur. 30 października 1982) – japoński piłkarz występujący na pozycji obrońcy.

## Kariera klubowa
Od 2001 roku występował w klubach Gamba Osaka, Sanfrecce Hiroszima, Nagoya Grampus Eight i Kawasaki Frontale i Eastern Sports Club.